# Caumont-l’Éventé
Caumont-l’Éventé ist eine Ortschaft und eine ehemalige französische Gemeinde mit 1.371 Einwohnern (Stand: 1. Januar 2022) im Département Calvados in der Region Normandie. Sie gehörte zum Arrondissement Bayeux. Die Einwohner werden Caumontais genannt.
Mit Wirkung vom 1. Januar 2017 wurden die früheren Gemeinden Caumont-l’Éventé, Livry und La Vacquerie zu  einer Commune nouvelle mit dem Namen Caumont-sur-Aure zusammengelegt und haben in der neuen Gemeinde den Status einer Commune déléguée. Der Verwaltungssitz befindet sich im Ort Caumont-l’Éventé.

## Geographie
Caumont-l’Éventé liegt etwa 34 Kilometer westsüdwestlich von Caen am Aure.
Umgeben wurde die Gemeinde Caumont-l’Éventé von den Nachbargemeinden Sallen im Nordwesten und Norden, Foulognes im Norden und Nordosten, Livry im Osten, Cahagnes im Südosten, Sept-Vents im Süden sowie La Vacquerie im Westen.

## Bevölkerungsentwicklung
| Jahr                       | 1962 | 1968 | 1975 | 1982 | 1990 | 1999 | 2006 | 2013 |
| Einwohner                  | 1134 | 1172 | 1178 | 1135 | 1145 | 1192 | 1304 | 1377 |
| Quellen: Cassini und INSEE |      |      |      |      |      |      |      |      |

## Sehenswürdigkeiten
- Kirche Saint-Clair-Saint-Martin aus dem Jahr 1850
- Schloss La Ferrière aus dem Jahr 1906

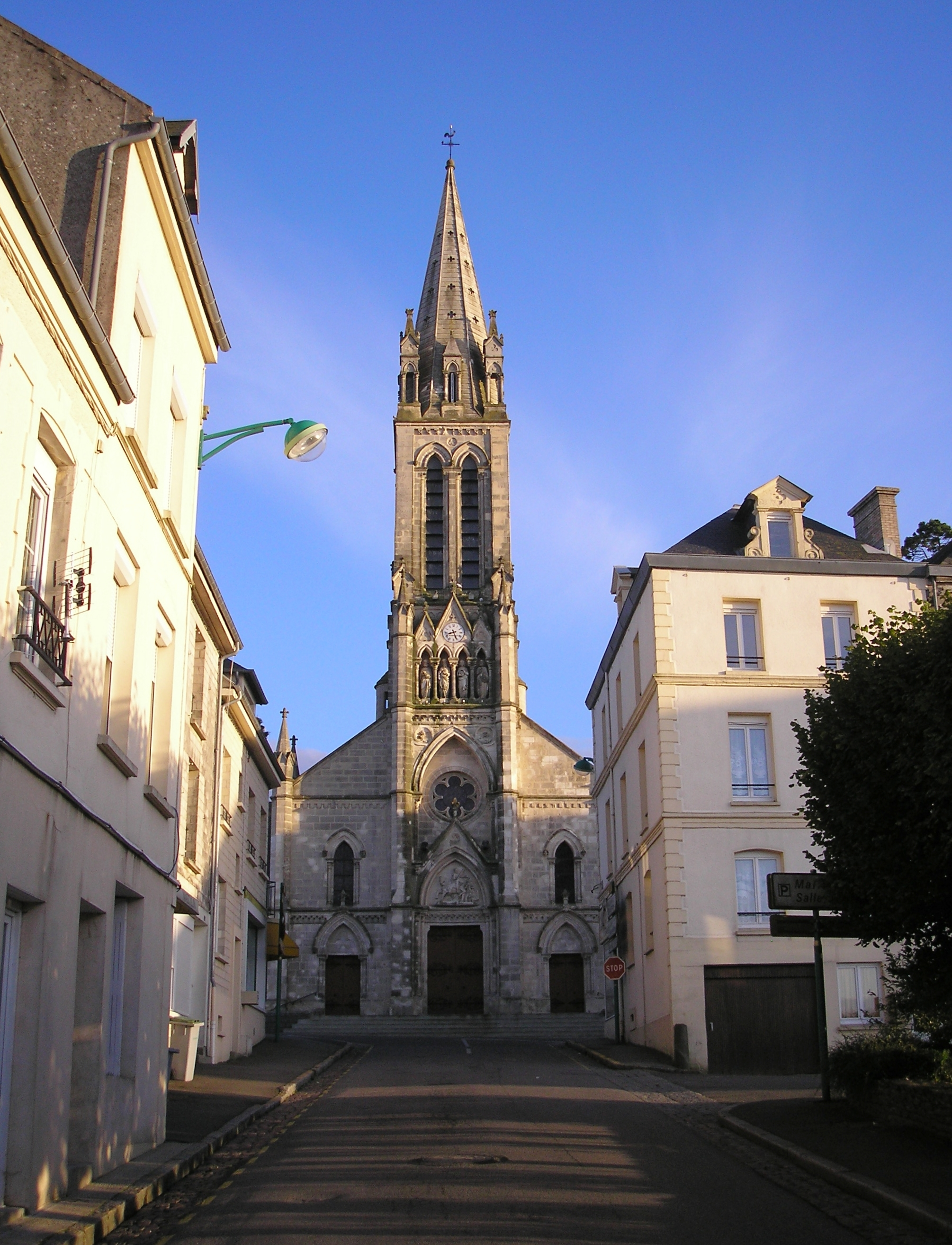
Kirche Saint-Clair-Saint-Martin

## Gemeindepartnerschaften
Mit der britischen Gemeinde Uffculme in der Grafschaft Devon (England) besteht eine Partnerschaft.